# Scleromystax
Scleromystax is een geslacht van straalvinnige vissen uit de familie van de pantsermeervallen (Callichthyidae).

## Soorten
- Scleromystax barbatus (Quoy & Gaimard, 1824)
- Scleromystax macropterus (Regan, 1913)
- Scleromystax prionotos (Nijssen & Isbrücker, 1980)
- Scleromystax salmacis Britto & Reis, 2005